# Mercado Modelo y Bolívar

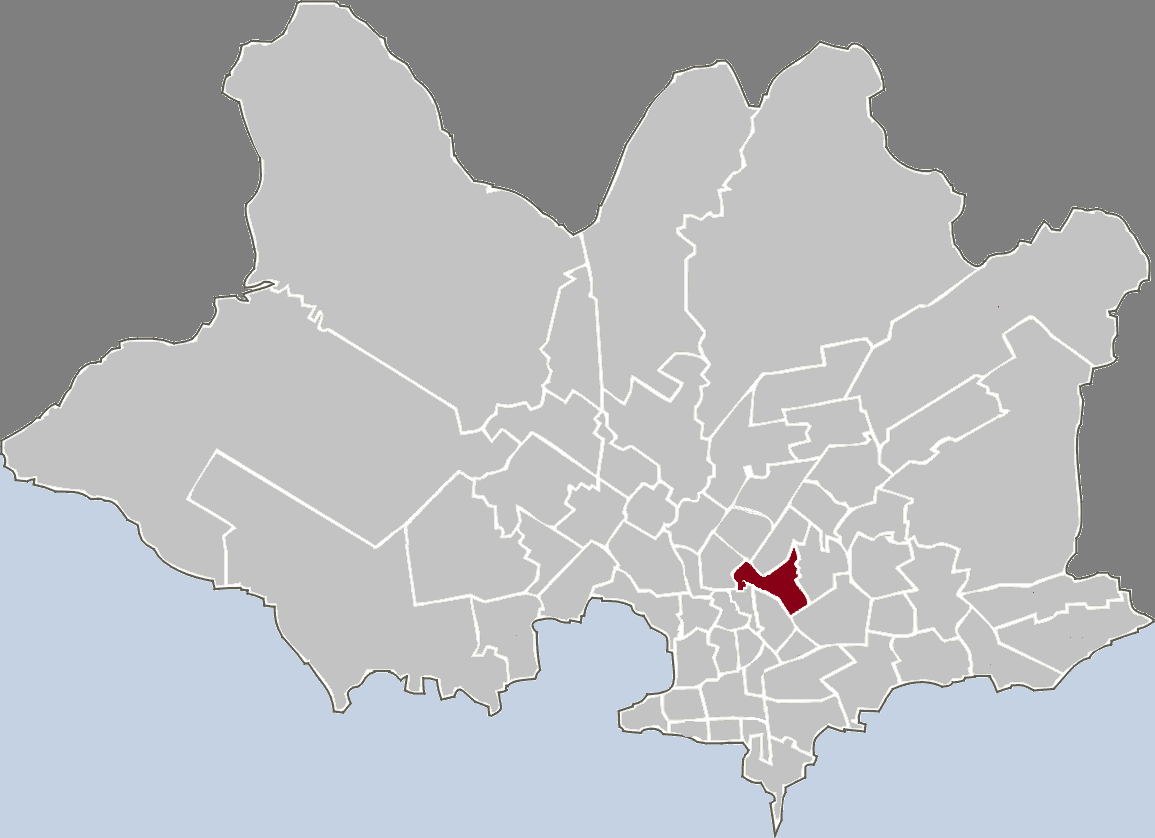
Lage von Mercado Modelo y Bolívar in Montevideo

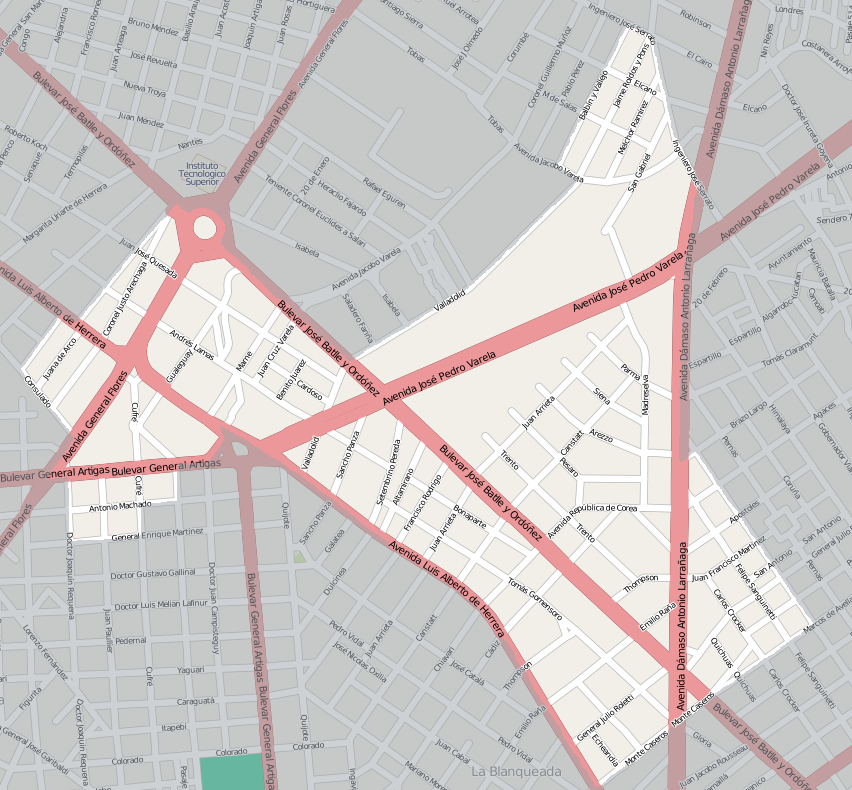
Plan von Mercado Modelo y Bolívar

Mercado Modelo y Bolívar ist ein Stadtviertel (Barrio) der uruguayischen Hauptstadt Montevideo.

## Lage
Das aus den Stadtgebieten Mercado Modelo und Bolívar zusammengesetzte Barrio grenzt an die Stadtviertel Brazo Oriental (Nordwesten), Cerrito de la Victoria, Castro Castellanos (jeweils Norden), Villa Española (Osten), Unión (Südosten), Larrañaga und Jacinto Vera (jeweils Süden). Das Gebiet von Mercado Modelo y Bolívar ist dem Municipio D zugeordnet.

## Infrastruktur
Im Barrio befindet sich unter anderem das Hospital Policial und das Edificio Libertad und der Parque de las Estructuras. Zudem beherbergt das Barrio mit dem Mercado Modelo den Sitz des wichtigsten Umschlagsplatzes des Landes für Obst, Gemüse und landwirtschaftliche Produkte.

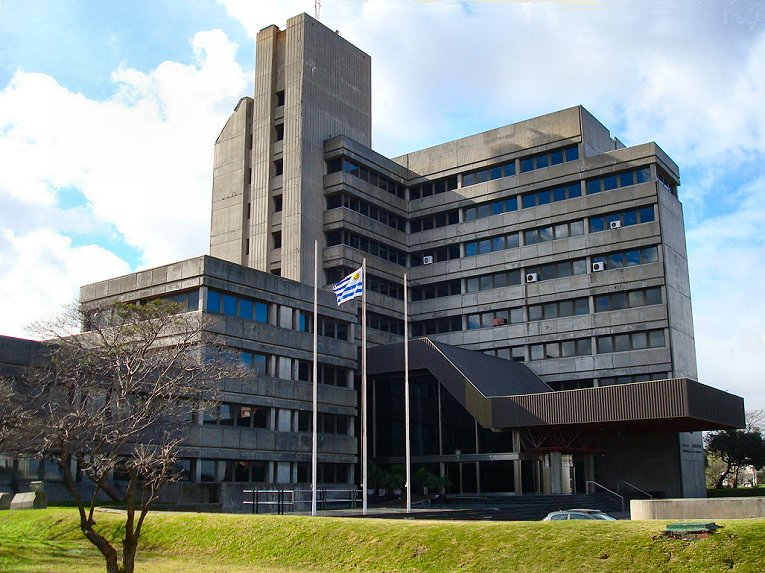
Edificio Libertad
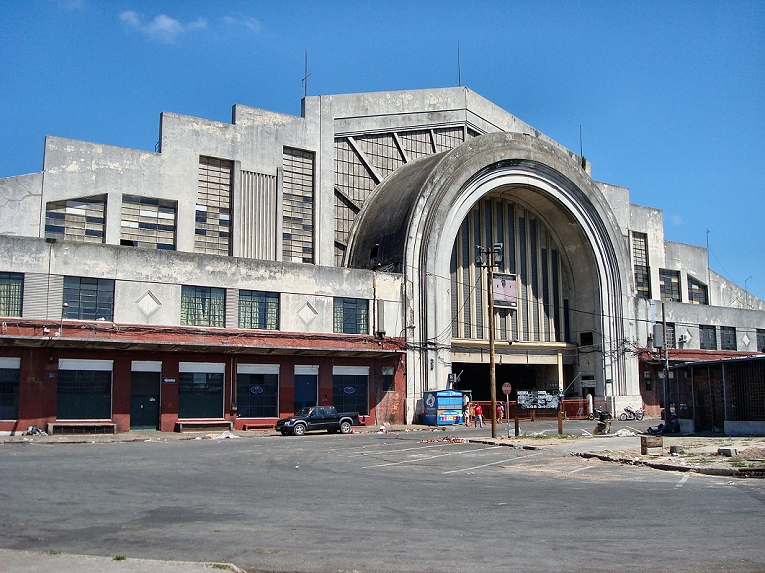
Mercado Modelo